# Boxing News (журнал)
Boxing News — британський щотижневий журнал про бокс. Заснований у 1909 році. Видається компанією Newsquest Specialist Media.